# David Helm

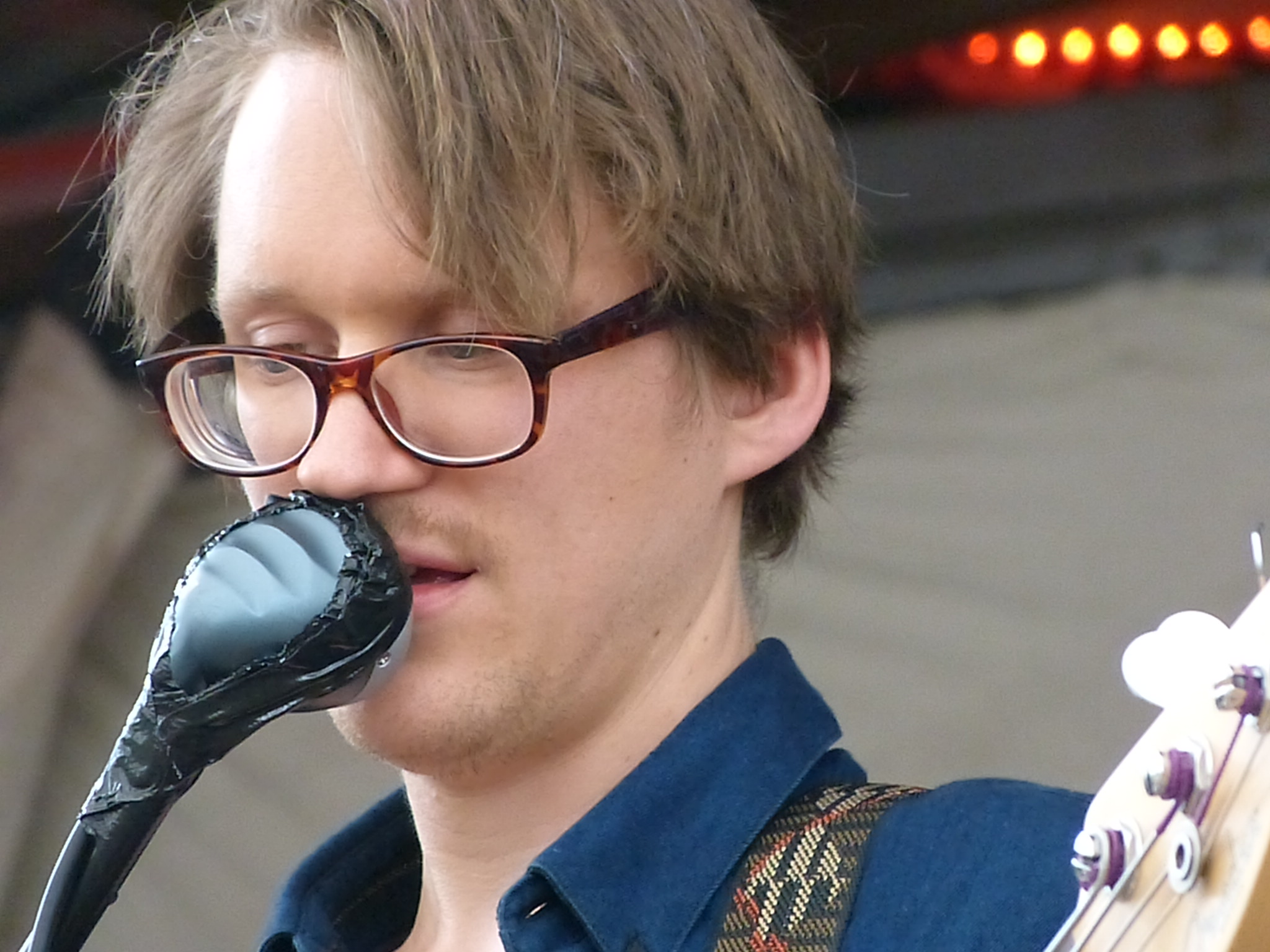
David Helm (2017 in der Gruppe Marek Johnson beim KLAENG Sommer-Konzert im Odonien, Köln)

David Helm (* 1990 in Weilburg) ist ein deutscher Jazzmusiker (Kontrabass, auch Bassgitarre, Synthesizer, Komposition), der unter dem Namen Marek Johnson auch im Popbereich tätig ist.

## Leben und Wirken
Helm wurde mit neun Jahren langjähriges Mitglied der Limburger Domsingknaben. Nach dem Abitur studiert er von 2009 bis 2011 klassisches Klavier an der Hochschule für Musik und Darstellende Kunst Frankfurt am Main. 2011 wechselte er nach Köln, um dort bis 2015 an der Musikhochschule bei Dieter Manderscheid Kontrabass zu studieren. 2012/13 gehörte er zum Bundesjazzorchester. Er ist Gründungsmitglied der Band Pollon. Zudem spielt er bei MAKKRO, Klonk und dem Zoom Trio, mit denen er auch Alben veröffentlichte. Im Trio Delusional Mind mit Yannis Anft und Leif Berger erschien 2022 das Album Melted into Air bei Boomslang Records.
Weiterhin gehört Helm zu den Bands von Jürgen Friedrich, Shannon Barnett und Moritz Preisler sowie zum Subway Jazz Orchestra. Gemeinsam mit Fabian Arends kuratierte er die Reihe First Meetings im Kölner Loft, wo er mit Jacob Anderskov, John Ruocco, Nicolas Masson und Sven Kerschek auftrat; mit Arends und Matthew Halpin bildete er das Projekt Last Chance Dance. Er arbeitete auch mit Philip Zoubek (Labyrinthus), Kurt Elling, Niels Klein, Florian Ross, Jonas Burgwinkel, Pablo Held, Matthias Nadolny, Sebastian Sternal und der Bassmasse um Sebastian Gramss. Zu hören ist er u. a. auch mit auf Jürgen Friedrichs Semi Song (2022). Simon Nabatovs Lovely Music (2024) und Fabian Dudeks Distant Skies, We Dream (2024).

## Preise und Auszeichnungen
Im Jahr 2019 erhielt David Helm das Horst und Gretl-Will Stipendium der Stadt Köln.

## Diskographische Hinweise
- Zooom Trio What's for Dessert (Leo Records, 2015; mit Christian Lorenzen und Dominik Mahnig)[5]
- Pollon herb (KLAENG 2016, Theresia Philipp, Thomas Sauerborn)[6]
- MAKKRO .why (KLAENG 2016, mit Janning Trumann, Christian Lorenzen, Oliver Lutz, Fabian Arends, Thomas Sauerborn)
- Marek Johnson: Stay Low (Tangible Music, 2018)
- Fabian Arends/David Helm Fosterchild (Tangible Music 2019, mit Kasper Tranberg, Sebastian Gille, Simon Nabatov, Philip Zoubek, sowie Bastian Stein, Elisabeth Coudoux, Theresia Philipp, Leonhard Huhn, Christoph Möckel)
- Niaque: Stefan Karl Schmid, Philipp Brämswig, David Helm, Fabian Arends: Awake (Float 2019)
- David Helm & Jozef Dumoulin: No-Eyed Deer (Anunaki Tabla 2022)
- Marek Johnson: At Home Again, Singing (Papercup records!, 2022)